# Ralf und Florian

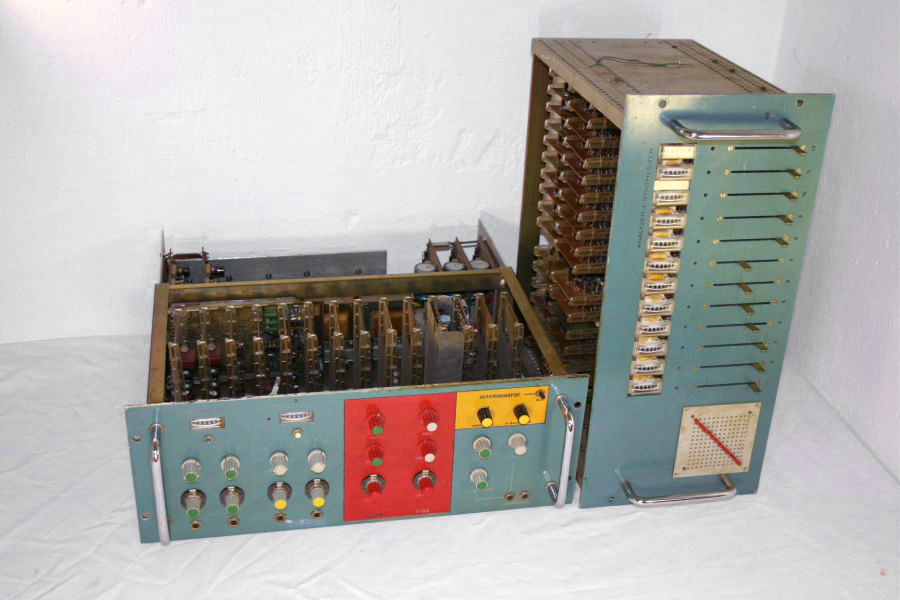
Vocoder użyty przy nagraniu płyty Ralf und Florian

Ralf und Florian – trzeci album niemieckiego zespołu Kraftwerk, wydany w 1973 roku.
Album ten Ralf Hütter i Florian Schneider skomponowali i wyprodukowali jako duet, wspomagani przez Conny'ego Planka. Była to pierwsza płyta Kraftwerk, na której pojawiły się słowa – powtórzony kilkukrotnie, zmodyfikowany przez vocoder tytuł utworu „Ananas Symphonie”. Album nie był sukcesem na listach sprzedaży. Podobnie jak dwie poprzednie albumy Kraftwerk, Ralf und Florian nigdy nie wznowiono ani na płycie kompaktowej, ani w formacie cyfrowym.

## Lista utworów

### Wydanie niemieckie
Strona A
| 1. | „Elektrisches Roulette” | 4:19  |
|    |                         |       |
| 2. | „Tongebirge”            | 2:50  |
|    |                         |       |
| 3. | „Kristallo”             | 6:18  |
|    |                         |       |
| 4. | „Heimatklänge”          | 3:45  |
|    |                         |       |
|    |                         | 17:12 |
|    |                         |       |
Strona B
| 1. | „Tanzmusik”        | 6:34  |
|    |                    |       |
| 2. | „Ananas Symphonie” | 13:55 |
|    |                    |       |
|    |                    | 20:29 |
|    |                    |       |

### Wydanie międzynarodowe
Strona A
| 1. | „Elektrisches Roulette (Electric Roulette)” | 4:19  |
|    |                                             |       |
| 2. | „Tongebirge (Mountain of Sound)”            | 2:50  |
|    |                                             |       |
| 3. | „Kristallo (Crystals)”                      | 6:18  |
|    |                                             |       |
| 4. | „Heimatklänge (The Bells of Home)”          | 3:45  |
|    |                                             |       |
|    |                                             | 17:12 |
|    |                                             |       |
Strona B
| 1. | „Tanzmusik (Dance Music)”               | 6:34  |
|    |                                         |       |
| 2. | „Ananas Symphonie (Pineapple Symphony)” | 13:55 |
|    |                                         |       |
|    |                                         | 20:29 |
|    |                                         |       |

## Pozycje na listach
| Kraj              | Pozycja |
| ----------------- | ------- |
| Stany Zjednoczone | 160     |